# Vlasina Rid
Vlasina Rid (em cirílico: Власина Рид) é uma vila da Sérvia localizada no município de Surdulica, pertencente ao distrito de Pčinja. A sua população era de 175 habitantes segundo o censo de 2011.

## Demografia
| 1948 | 1953 | 1961 | 1971 | 1981 | 1991 | 2002 | 2011 |
| ---- | ---- | ---- | ---- | ---- | ---- | ---- | ---- |
| 2669 | 2689 | 1945 | 1186 | 641  | 426  | 276  | 175  |